# Бон (Златна обала)
Бон (фр. Beaune) град је у Француској у региону Бургоња, у департману Златна обала. Налази се 45 километара јужно од Дижона, око 150 километара северно од Лиона и 312 километара југоисточно од Париза. 
По подацима из 2009. године број становника у месту је био 22.516, а густина насељености је износила 719 становника/км².
Бон се налази у долини између брда Златне обале. Историја града почиње још у пред-римско доба. Бон има градске зидине окружене јарком, од којих су око половине добро очуване, и стари градски центар. Историјски, Бон се повезује са Бургундским војводством. Од 14. века, заједно са Дижоном, био је престоница војвода Бургндије. 

### Вино
Бон је један од најзначајнијих центара трговине вином у Француској. Око града се налазе нека од најчувенијих виноградарских села, док се вински подруми налазе у самом Бону. 
Град има богато историјско и архитектонско наслеђе. Популарно име му је „Престоница бургундских вина“. Значајне виноградарске регије у околини града су:

### Болница Хотел-дју
Болницу Хотел-дју (Hôtel Dieu) основали су у Бону 1442. Никола Ролан, канцелар војвода Бургундије, и његова супруга. Она се од овог времена бави бригом о сиромашнима и болеснима. Историјска зграда је коришћена као болница до 1971, а данас је музеј. 
Болница поседује винограде који су јој додељени као задужбина и организује чувене аукције вина. 
Хотел-дју је временом стекла значајну колекцију уметничких дела која су јој поклањана, почев од самог оснивача Ролана. Најзначајнији је полиптих „Страшни суд“ Рохира ван дер Вејдена (1399-1464). Колекцији припада око 2500 комада намештаја и око 2500 слика, таписерија, скулптура и премета везаних за апотекарство.

## Демографија
| 1962.  | 1968.  | 1975.  | 1982.  | 1990.  | 2011.  |
| ------ | ------ | ------ | ------ | ------ | ------ |
| 15.367 | 16.874 | 19.060 | 20.207 | 21.289 | 21.872 |

## Партнерски градови
- Бенсхајм
- Malmedy
- Кремс